# Babone Naldi
Filiberto Babone Naldi (Brisighella, 1474 – Padova, 1544) è stato un condottiero italiano.
Militò con la sua compagnia di ventura al servizio della Repubblica di Venezia.

Stemma di famiglia

## Biografia
Filiberto Babone Naldi detto anche Babbone da Brisighella o Babone, Babino Naldo, fu un capitano di ventura di una certa rilevanza nell'epopea mercenaria del Medioevo italiano. Figlio di Paolo di Geremia era nato nel 1474 ed era nipote dei celebri Dionigi, Vincenzo e Carlino Naldi pure soldati avventurieri, anche i fratelli Giovanni, Guido e Ottaviano militarono per Venezia.
I Naldi erano un'antica famiglia originaria dell'Ungheria che si stabilì nella Romagna. Le prime notizie documentate della casata risalgono a 996, quando Ottone III, imperatore del Sacro Romano Impero, investì un certo Babone col nipote Chino del castello fortificato in Valle del Senio a riconoscimento della fedeltà in valorose imprese guerresche.
Nella sua carriera militare Babone Naldi militò sempre fedelmente, con valore e capacità, per Venezia, contribuendo modestamente alla politica d'espansione territoriale di questa: nel 1510 fu all'[[assedio di Verona (1510)|assedio di Verona]], nel 1511 alla difesa di Treviso e nel 1512 a quella di Brescia ove fu ferito alla faccia.
Nell'ottobre del 1513 partecipò alla battaglia de La Motta e nella metà di gennaio 1516 per ordine del provveditore veneto di Salò, Zaccaria Contarini, attaccò e depredò la Val Vestino con 500 uomini uccidendo 200 soldati tedeschi al soldo della contea di Lodrone. Nel 1532 fu inviato a Corfù minacciata dai Turchi e combatté in Grecia contro le truppe del sultano Solimano.
Morì nell'aprile del 1544 a Padova, secondo altri storici invece in combattimento ferito da una palla di piombo al petto, e fu sepolto nella Basilica del Carmine, ove fu ricordato con una statua in una nicchia sopra la porta maggiore d'entrata, "di tutt'arme vestita", e una sottostante lapide marmorea che ricorda le sue imprese militari.